# Trasserra
Trasserra ([tɾə'serə], en francès Tresserre) és un poble, cap del comú del mateix nom, de 968 habitants el 2013, de la comarca del Rosselló, a la comarca dels Aspres, a la Catalunya del Nord. Al terme municipal hi ha el llogaret, antic municipi independent fins a la revolució francesa, de Nidoleres.
La dita diu: "A Trasserra fan la guerra, a Paçà la deixen passar" i "El país de les bruixes??", pel fet que s'hi organitza una Festa de les bruixes molt concorreguda.

## Etimologia
Joan Coromines justifica el nom del poble de Trasserra a partir de l'adjunció de la preposició trans (més enllà de, darrere de) al mot comú romànic «serra».

## Geografia

Situació de la comuna de Trasserra en el Rosselló

El terme comunal de Trasserra, d'una extensió de 112.100 hectàrees, és als Aspres, en els seus contraforts orientals. El terme consta de quatre nivells: un de superior, al nord-oest, a la zona del Pla del Rei (en part dins del terme de Paçà), que quasi arriba als 200 m alt, un coster que davalla d'aquest nivell superior, on es troba el poble i la major part de vinyes del terme, i que té turons i serres d'entre els 125 i els 160 m alt, com la Serra, el Serrat del Puig o Puig Rodonell, i que baixa cap a les terrasses del Tec, un tercer nivell ran de riu, on hi ha els Plans de Nidoleres i el Pla de la Creu Verda i, finalment, un quart nivell constituït per la llera del Tec, amb un bosc d'arbres de ribera, sempre amenaçat per les avingudes del riu.
La part nord-occidental del terme és de la conca del Reart, afluent del Tet, mentre que la major part de la comuna pertany a la del Tec. Nombrosos torrents, anomenats còrrecs davallen de la zona alta cap al riu.
Termes municipals limítrofs:
|      | Vilamulaca |                     |
| Paçà |            | Banyuls dels Aspres |
|      | El Voló    | Montesquiu d'Albera |

### El poble de Trasserra
Situat a la part mitjana-oriental del seu terme, el poble de Trasserra es formà al cim d'un lleuger turó al voltant de l'església parroquial de Sant Sadurní i del seu cementiri, formant una cellera. El poble primitiu estava fortificat. El cementiri vell era on és avui dia la plaça de la Font, ja que fou traslladat a l'emplaçament actual, el Cementiri Nou, fora del poble, al seu sud-oest. Trasserra tenia diversos pous, que subministraven aigua als seus habitants: el Pou, el Pou d'Amunt, el Pou d'Avall i el Pou de la Plaça Vella.
A partir d'aquest nucli primigeni, anà creixent a partir dels ravals que resseguien els camins de sortida del poble, fins que ja a darreries del segle xx i començaments del XXI s'hi han anat afegint urbanitzacions de nova planta, com la de les Alberes.

### Nidoleres
Nidoleres era un poble pràcticament tot convertit actualment en una explotació vitivinícola. Hi ha restes de l'església de Sant Esteve, que conserva alguns elements preromànics i romànics. A Nidoleres hi havia hagut una cel·la monàstica que depenia de Sant Hilari de Carcassona. És al sud-est de Trasserra, a prop del Tec.

### Els masos del terme
Trasserra conserva bastants dels seus masos: els Barbats, el Cortal d'en Mossur, avui dia anomenat la Garenne, el Mas d'Avinyó, o Mas Roca, el Mas d'en Gaspar, el Mas d'en Mallols, el Mas d'en Marceró, o d'en Costa-seca, el Mas de n'Alard, el Mas d'en Vaquer, antigament Cortal de n'Alard, el Mas Escudier, o Mas d'en Vilar, i el Mas Mulès, abans Mas d'Avinyó o d'en Noell. Esment a part mereix el Mas d'en Mossur, actualment convertit en un petit veïnat a tocar del Voló. Han desaparegut el Cortal d'en Manent, el Mas de la Palla i els dos molins, dels quals queden les ruïnes: el Molí de Nidoleres i el Molí d'en Colom.

### Hidrografia
El curs d'aigua més important del terme, que recorre tot el seu límit sud-oriental és el Tec, i d'ell són afluents la major part de torrents de Trasserra, tot i que al sector nord-oest n'hi ha uns quants que aflueixen en el Reart i, per tant, pertanyent a la conca de la Tet. Aquests darrers són el Còrrec de les Teuleries, amb els seus subsidiaris Còrrec de Salvana, Còrrec dels Erminis, Còrrec de la Coma d'en Guillot, Còrrec de la Garriga de les Pedres, Còrrec dels Camps Grans, Còrrec d'en Serra (anomenat d'en Ferrer a Paçà) i Còrrec de l'Alzina. Tots ells marxen cap al terme de Paçà. La resta de torrents són afluents del Tec: el Còrrec, el Còrrec de Garell, el de Grata Perdiu, el de la Costa, el de la Costa d'en Carles, el de la Folla, el de la Font del Llop, el de la Gallorsa, el de la Garriga de l'Ullastre, el de la Garriga d'en Bonaixera, el de la Garriga d'en Jepó, el de la Guilla, el de la Pedra Dreta, el de la Plana, el de la Riera, sovint anomenat la Riera, el de la Serra dels Gascons, el de la Trilla, el de la Vinyassa, el del Brugatar, el del Camp de l'Aiguader, el del Camp de la Fe, el del Camp de l'Avi, el del Colomer, el de les Brugues, el de les Forques, el del Mas d'en Gaspar, el del Perelloner, el del Perer d'en Vila, el del Pla del Rei, el del Puig, el del Riu, el del Serrat d'en Curel, el dels Mallarts, el dels Montagut, el de Mata Pollosa, el d'en Calcina, el de Puig de Martre, el de Puig Rodonell, els dos còrrecs anomenats de Santa Eulàlia, el Còrrec Fondo i el Torrent de la Costa del Bassens. Hi ha un sol rec, en aquest cas d'irrigació: el del Molí, o de Nidoleres.
Trasserra té -o tenia- unes quantes afluències d'aigua: la Font de Nidoleres i els pous anomenat el Pou del Mas de la Palla, desaparegut. La resta de pous són al poble.

### Relleu
Tal com correspon a un municipi que ja forma part dels Aspres, el de Trasserra és un terme amb algunes serres i puigs, d'una alçada entre els 125 i els 150 metres. Es tracta, sobretot, del Puig de les Martres, el Puig Rodonell, la Serra, el Serrat de la Vinya, el Serrat de les Brugues, el Serrat del Puig, el Serrat dels Gascons, el Serrat d'en Calcina i el Serrat d'en Curel.

### El terme comunal
Trasserra conserva un bon nombre de topònims, en el seu terme: Bolquer, les Brugues, Caga l'Auca, el Camí de la Plana, el Camí del Monestir, el Camí de Vilamulaca (tots tres noms de paratges a l'entorn d'aquests camins), el Camp de l'Aiguader, el Camp de la Jaça, els Camps d'Otrers, els Camps Grans, els Camps de la Casa, el Camp Tercer, Coll de Rossa, la Colomina, les Colominetes, Coma d'Avall, Coma de Matallobera, el Consolat, el Còrrec de la Guilla, el Còrrec Fondo (com passa amb els camins, designen les terres a l'entorn dels còrrecs), la Costa, la Costa del Pinyer, la Dona Morta, els Erminis, les Escomelles, els Estanyols, el Farratginal, la Feixa de la Userda, la Femada, els Fontanals, la Font de la Corba, la Garriga de les Pedres, la Garriga dels Cortals, la Garriga de l'Ullastre, la Garriga de Mata Pollosa, la Garriga d'en Bonaixera, Grata Perdiu, Marsana, el Mas de la Palla, el Mas de n'Alard, el Mas d'en Gaspar, el Mas d'en Mallols, el Mas d'en Mossur, el Mas d'en Vaquer, el Mas Llinars, nom ja en desús (els set darrers designen les terres dels entorns dels masos), l'Oliveda de n'Alard (nom ja en desús), Pedra Dreta, el Perer d'en Vilar, el Pla de la Creu Verda, el Pla del Rei, el Pla de Nidoleres, la Plana, els Quintalassos, el Salt de Candell, la Salvana, les Terres Blanques, les Teuleries, la Tor de Frigolera, la Vinya d'en Noell i la Volona. Alguns d'aquests paratges contenen termes o senyals termenals: el Camp de la Curta, el Camp del Ferrer, Pedra Blanca, dos anomenats el Piló, el Piló de la Font de la Corba (nom ja en desús), el Piló de la Serra dels Gascons (nom també en desús), el Piló de les Teixoneres, el Piló del Reposador dels Cerdans (també en desús), la Termenera del Camí de les Teixoneres i la Termenera del Còrrec de Puig de Martres.

## Transport

### Carreteres
Pròpiament pel poble de Trasserra només passa una carretera: la D - 40 (D-2, a Paçà - Elna), o Ruta d'Elna, que mena des de Trasserra cap a ponent a Paçà (3,1), i cap a llevant a Banyuls dels Aspres (6 km), Brullà (8), Ortafà (11,4) i Elna (17,7).
Ara bé, són diverses les carreteres que travessen el terme, ni que sigui en un breu tram: l'Autoruta la Catalana (A9, oficialment), sense cap enllaç amb Tresserra, i la D - 900 (Salses - el Portús), que discorre per l'extrem sud-est del terme. Té un enllaç a l'alçada del Mas d'en Mossur i Nidoleres, però que només duu a Trasserra per camins rurals.

### Transport col·lectiu públic
La línia 380 del servei departamental de Le bus à 1 € és l'única que ofereix servei a Tresserra. La línia uneix Perpinyà amb Paçà, passant per Tuïr, Trullars, Vilamulaca i Trasserra. Ofereix sis serveis diaris en cada direcció, de dilluns a dissabte. No circula els dies de festa. Per aquesta línia, Trasserra és a 2 minuts de Paçà, 8 de Vilamulaca, 13 de Trullars, 28 de Tuïr, on cal fer transbordament per continuar cap a Perpinyà, on es pot arribar en 25 minuts més.

### Línia de ferrocarril
Travessen el terme de Trassera dues línies de ferrocarril. Per l'extrem sud-oriental del terme, la línia de ferrocarril d'Elna a Arles, que és coneguda popularment com el Camí de Ferro. No hi ha cap estació, tot i que la línia actualment no té servei de passatgers.
És una antiga línia ferroviària de la Catalunya Nord que cobria el recorregut Elna - Arles via el Voló. Posada en servei en els anys 1889 i 1898, com a línia de passatgers s'interrompé l'abril del 1939, i el 2015 només en resta operatiu el tram Elna - el Voló, que s'empra per al transport de mercaderies. Depèn del Réseau ferré de France i l'explota la Société nationale des chemins de fer français, SNCF. És de via única, per bé que hom parla de desdoblar el tram el Voló - Elna per tal d'integrar-lo en una línia de mercaderies d'alta intensitat.
També travessa el terme, de sud a est, la línia fèrria del TGV, que no té cap estació fins a Perpinyà.

### Camins
Un bon nombre dels camins de Trasserra enllacen aquest poble amb els pobles veïns: la Ruta del Voló, la Ruta de Perpinyà, abans Camí d'Elna o Camí de Banyuls, la Ruta Nova, l'Autoruta la Catalana, el Camí de Banyuls de Paçà (el tros que discorre pel terme de Trasserra), el Camí de Forques, tres camins diferents anomenats Camí del Voló, el Camí de Montesquiu o de Nidoleres, el Camí de Paçà, el Camí de Vilamulaca; d'altres camins duen a indrets concrets de l'interior del terme de Trasserra: el Camí de la Plana, el Camí de les Teixoneres, el Camí del Mas d'Avinyó, el Camí del Monestir, el Camí dels Garrigars i el Camí de Vivers. Esment a part mereix la via del TGV, l'anomenat Camí de Ferro, de la línia de mercaderies d'Arles de Tec a Elna i el Camí Ral, o Reial.

## Economia
Tot i que la part més accidentada del terme és improductiva per a l'agricultura, i està poblada de garriga, matollars i alzines, el cep és qui domina el paisatge de Trasserra. Més del 90% de terres del terme són per a l'elaboració de vins d'aperitiu i de denominació d'origen controlada. Hi ha una Estació Vinícola Experimental, inaugurada el 1979, d'àmbit departamental, dedicada a la conservació i millora de les varietats de vinya i a l'estudi de l'envelliment del vi. Compta amb una vinoteca i una escola de degustació. Vinya a part, hi ha una mica d'arbres fruiters (albercoquers, cirerers i pereres) i tot just una mica d'horta, pràcticament per a autoconsum.

## Història
El primer esment de Trasserra és del 959, quan una dona vídua i deodicata (dedicada a Déu), amb l'acord dels seus fills dona a l'església d'Elna i al seu bisbe Riculf un alou en el Rosselló i l'església de Sant Sadurní amb els seus delmes i primícies. El 1050 torna a ser esmentat, en el moment que uns nobles laics s'emparen de les possessions que hi tenia el monestir d'Arles de Tec. L'Orde del Temple també hi posseïa diversos drets i alous.
El 1172 Bernat de Trasserra jurava fidelitat al rei, per la qual cosa es veu que el lloc era de domini reial. El 1399 Trasserra i Nidoleres foren venudes pel rei a Ponç de Perellós, i dels Perellós el 1463 passà als Queralt: aquell any Guerau de Queralt s'anomenava senyor de la baronia de Trasserra. El 1468 Lluís XI confiscava el senyoriu als Queralt i el cedia a Pierre Grenier, procurador reial.
El 1530 consta com a baró de Trasserra un Reixac: Francesc Reixac havia comprat els drets de Trasserra als descendents de Pierre Grenier. El 1541 la baronia fou venuda a Joan Taquí, el qual la deixà al seu cosí, Àngel de Tord, i per raons matrimonials, Trasserra va anar passant d'uns a altres: els Descamps de Tord, Francesc de Vilaplana, fins que el 1660 n'era senyor, juntament amb Vilamulaca, Francesc de Foix i de Bearn. Després encara passà als Oms, amb la qual cosa la baronia de Trasserra quedà subjecta al marquesat d'Oms fins a la Revolució Francesa.

## Demografia

### Demografia antiga
La població està expressada en nombre de focs (f) o d'habitants (h)
| Evolució demogràfica de Trasserra entre 1355 i 1789 | Evolució demogràfica de Trasserra entre 1355 i 1789 | Evolució demogràfica de Trasserra entre 1355 i 1789 | Evolució demogràfica de Trasserra entre 1355 i 1789 | Evolució demogràfica de Trasserra entre 1355 i 1789 | Evolució demogràfica de Trasserra entre 1355 i 1789 | Evolució demogràfica de Trasserra entre 1355 i 1789 | Evolució demogràfica de Trasserra entre 1355 i 1789 | Evolució demogràfica de Trasserra entre 1355 i 1789 | Evolució demogràfica de Trasserra entre 1355 i 1789 | Evolució demogràfica de Trasserra entre 1355 i 1789 | Evolució demogràfica de Trasserra entre 1355 i 1789 | Evolució demogràfica de Trasserra entre 1355 i 1789 | Evolució demogràfica de Trasserra entre 1355 i 1789 | Evolució demogràfica de Trasserra entre 1355 i 1789 |
| 1355                                                | 1358                                                | 1359                                                | 1365                                                | 1378                                                | 1470                                                | 1515                                                | 1553                                                | 1643                                                | 1709                                                | 1720                                                | 1730                                                | 1767                                                | 1774                                                | 1789                                                |
| --------------------------------------------------- | --------------------------------------------------- | --------------------------------------------------- | --------------------------------------------------- | --------------------------------------------------- | --------------------------------------------------- | --------------------------------------------------- | --------------------------------------------------- | --------------------------------------------------- | --------------------------------------------------- | --------------------------------------------------- | --------------------------------------------------- | --------------------------------------------------- | --------------------------------------------------- | --------------------------------------------------- |
| 23 f                                                | 11 f                                                | 26 f                                                | 28 f                                                | 21 f                                                | 15 f                                                | 13 f                                                | 12 f                                                | 16 f                                                | 31 f                                                | 33 f                                                | 37 f                                                | 253 h                                               | 37 f                                                | 40 f                                                |

| Evolució de la població |      |      |      |      |      |      |      |      |
| 1793                    | 1800 | 1806 | 1821 | 1831 | 1836 | 1841 | 1846 | 1851 |
| 222                     | 199  | 274  | 320  | 307  | 334  | 358  | 360  | 367  |

| 1856 | 1861 | 1866 | 1872 | 1876 | 1881 | 1886 | 1891 | 1896 |
| ---- | ---- | ---- | ---- | ---- | ---- | ---- | ---- | ---- |
| 367  | 325  | 325  | 309  | 347  | 390  | 394  | 407  | 507  |

| 1901 | 1906 | 1911 | 1921 | 1926 | 1931 | 1936 | 1946 | 1954 |
| ---- | ---- | ---- | ---- | ---- | ---- | ---- | ---- | ---- |
| 511  | 515  | 510  | 503  | 402  | 402  | 366  | 317  | 389  |

| 1962 | 1968 | 1975 | 1982 | 1990 | 1999 | 2004 | 2008 | 2009 |
| ---- | ---- | ---- | ---- | ---- | ---- | ---- | ---- | ---- |
| 411  | 392  | 335  | 379  | 503  | 637  | 686  | 763  | 774  |

| 2013 |
| ---- |
| 968  |

Fonts: Ldh/EHESS/Cassini fins al 1999, després INSEE a partir deL 2004

Evolució de la població 1962-2008

## Administració i política
Batlles
| Període                       | Nom           | Opció política | Comentaris |
| ----------------------------- | ------------- | -------------- | ---------- |
| Març del 1979 - Març del 1985 | Etienne Noëll |                |            |
| Març del 1985 - Març del 1989 | René Baillie  |                |            |
| Març del 1989 - Març del 2001 | René Salomé   | SE             |            |
| Març del 2001 - Març del 2008 | Raoul Molins  | SE             |            |
| Març del 2008 - Moment actual | Jean Amouroux | SE             |            |

### Legislatura 2014 - 2020
Batlle
- Jean Amouroux.

Adjunts al batlle
- 1r: Michel Clement
- 2n: Hervé Parra
- 3r: Jean Beuve

Consellers municipals
- Cédric Fourcade
- Marc di Battista
- Stéphanie Planes
- Carole Cluzan
- Paul Milhe-Poutingon
- Françoise Barenne
- Rosa Beltran
- Florence Munoz
- Annie Madelaine
- Marie-Catherine Krasker
- François Minet.

### Adscripció cantonal

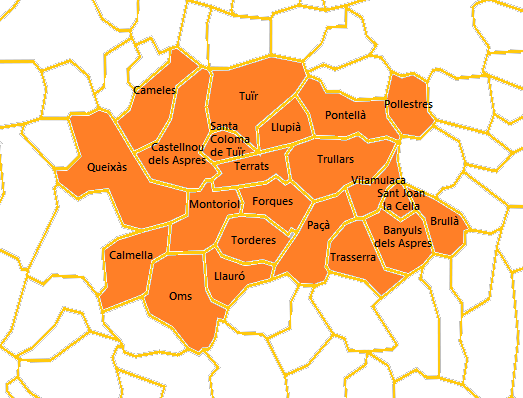
Mapa del Cantó 1 dels Aspres

A les eleccions cantonals del 2015 Trasserra ha estat inclòs en el cantó número 1, denominat Els Aspres, amb capitalitat a la vila de Tuïr i amb els pobles de Banyuls dels Aspres, Brullà, Calmella, Cameles, Castellnou dels Aspres, Forques, Llauró, Llupià, Montoriol, Oms, Paçà, Pollestres, Pontellà i Nyils, Queixàs, Santa Coloma de Tuïr, Sant Joan la Cella, Terrats, Torderes, Trasserra, Trullars i Vilamulaca. Foren escollits com a consellers departamentals Édith Pugnet, del Partit Comunista - Front d'esquerra, Vicepresident del Consell departamental, adjunta al batlle de Cabestany, i René Olivé, del Partit Socialista, Vicepresident del Consell departamental, batlle de Tuïr.

## Ensenyament i cultura
Trasserra compta amb una escola pública maternal i de primària, situada en el mateix lloc que les velles escoles del poble.